# デスティニー (ストラトヴァリウスのアルバム)
デスティニー (Destiny)はフィンランドのメロディックパワーメタルバンド、ストラトヴァリウスの7枚目のスタジオアルバムである。

## 概要
「善と悪の戦い」をテーマに書かれている楽曲で構成されたアルバム。シンフォニックさよりも重厚さが目立つ楽曲が多いネオクラシカルメタル寄りのアルバムである。このアルバムは『ヴィジョンズ』に続けてヒットし、バンドの世界的成功に繋がった。ボーナストラックはヨーロッパ版・日本版・USA版とそれぞれ違う曲が収録されている。
すべての作曲はティモ・トルキが手がけており、"No Turning Back", "Playing With Fire" and "Cold Winter Nights" はティモ・コティペルトの作詞によるものである。"S.O.S", "No Turning Back", "Playing With Fire","Cold Winter Nights"はティモ・トルキ作曲/ティモ・コティペルト作詞である。その他の楽曲は作詞作曲共にティモ・トルキが手がけている。日本版ボーナストラックの"Dream With Me"は作詞作曲共にティモ・コティペルトの楽曲である。

## 収録曲
1. "デスティニー" - "Destiny" – 10:15
2. "S.O.S" - "S.O.S." – 4:15
3. "ノー・ターニング・バック" - "No Turning Back" – 4:22
4. "フォーサウザンド・レイニー・ナイツ" - "4000 Rainy Nights" – 6:00
5. "レブル" - "Rebel" – 4:16
6. "イヤーズ・ゴー・バイ" - "Years Go By" – 5:14
7. "プレイング・ウィズ・ファイヤ" - "Playing With Fire" – 4:15
8. "ヴィーナス・イン・ザ・モーニング" - "Venus in the Morning" – 5:35
9. "アンセム・オブ・ザ・ワールド" - "Anthem of the World" – 9:31

Bonus"コールド・ウィンター・ナイツ" - "Cold Winter Nights" (ヨーロッパ版) – 5:12

Bonus "ドリーム・ウィズ・ミー" - "Dream With Me" (日本版) - 5:13

Bonus　"ブラックアウト" -  "Blackout" (スコーピオンズのカヴァー) (USA版) - 4:08

## 参加ミュージシャン
- ティモ・コティペルト - Vocals
- ティモ・トルキ - Guitar
- ヤリ・カイヌライネン - Bass
- イェンス・ヨハンソン - Keyboards
- ヨルグ・マイケル - Drums